# Roeibaan
Een roeibaan is een speciaal voor wedstrijden of roeiregatta's ingerichte vaarweg. Zij zijn iets meer dan 2 km lang voor de lengte van een wedstrijd roeien. Er zijn in Nederland drie roeibanen: de Bosbaan in Amsterdam, de Willem-Alexander Baan in de Eendragtspolder nabij Rotterdam en de Watersportbaan Tilburg in Beekse Bergen. In België liggen de wedstrijdbaan Hazewinkel in de gemeente Willebroek en de Watersportbaan in Gent.